# Maciej Miller
Maciej Miller (ur. 1969) – polski pisarz, doktor medycyny, pediatra, endokrynolog, (praca doktorska pt. "Analiza pulsacyjnego uwalniania LH u pacjentek z przedwczesnym dojrzewaniem płciowym", Akademia Medyczna w Warszawie). Dyrektor polskiego oddziału amerykańskiej firmy farmaceutycznej, podróżnik, autor artykułów dotyczących podróży i medycyny.

## Twórczość
- Maciej Miller, Pozytywni, Korporacja Ha!art, Kraków 2005, ISBN 83-89911-16-7;
- Maciej Miller, Zakręt hipokampa, Korporacja Ha!art, Kraków 2006, ISBN 83-89911-45-0;
- Maciej Miller, Cockring, Korporacja Ha!art, Kraków 2009, ISBN 978-83-61407-34-8.